# Ray Tomlinson
Pour les articles homonymes, voir Tomlinson.
Raymond Samuel Tomlinson, né le 23 avril 1941 à Amsterdam (État de New York) et mort le 5 mars 2016 à Lincoln (Massachusetts), est un ingénieur américain considéré comme le créateur et un des précurseurs du courrier électronique et de l’arobase.

## Biographie
Ingénieur de la société BBN, il collabore en 1971 à un petit groupe de programmeurs qui développent un système d'exploitation fait de systèmes en temps partagé, nommé TENEX, pour les ordinateurs Digital PDP-10. Il participe notamment au développement des programmes expérimentaux Creeper et Reaper. Auparavant, il avait travaillé sur des programmes et protocoles réseau tel que Network Control Protocol dans le cadre de la conception, pour le gouvernement américain, du réseau ARPANET. Il a ainsi mis au point deux programmes :
- SNDMSG (en) (Send Message) qui permet à deux utilisateurs connectés sur le même ordinateur de se laisser mutuellement des messages ;
- CPYNET qui peut envoyer des fichiers sur l'un ou l'autre des ordinateurs reliés par ARPANET.

À l'automne 1971, il a l'idée d'associer ces deux programmes pour envoyer des messages à un utilisateur connecté sur un autre ordinateur. Il conçoit deux boîtes aux lettres sur deux ordinateurs, nommés BBNA et BBNB et situés côte à côte, et parvient à s'envoyer le tout premier courrier électronique. Afin de définir l'adresse d'envoi, il aura besoin de séparer dans celle-ci la partie indiquant l'utilisateur de celle indiquant l'ordinateur sur lequel se trouve la boîte de réception ; l'arobase (@), qui n'est utilisé dans aucun nom propre ou commun, est idéal pour jouer le rôle de séparateur, d'autant qu'elle se prononce at (« chez » en anglais). En montrant son invention à son collègue Jerry Burchfiel, il lui dit : « N'en parle à personne. Nous ne sommes pas censés travailler là-dessus. »

## Chronologie
- 1966 : l'Arpa accorde un budget d'un million de dollars pour que l'IPTO développe un réseau informatique délocalisé et recrute Lawrence Roberts du Laboratoire Lincoln.
- juillet 1968 : l'Arpa-IPTO lance une pré-request for quotation (RFQ) pour un Interface Message Processor et relier Stanford, l'UCLA et l'université de l'Utah.
- février 1969 : le Network Working Group créé à l'UCLA autour de Steve Crocker
- 7 avril 1969 : 1re request for quotation, par Steve Crocker
- 29 octobre 1969: premier message, entre l'UCLA et l'Institut de recherche de Stanford.
- décembre 1970 le Network Working Group met au point le NCP, protocole de communication poste-à-poste, adopté entre 1971 et 1972 par les sites ARPANET.
- automne 1971 : Ray Tomlinson conçoit deux boîtes aux lettres sur deux ordinateurs et parvient à s'envoyer le tout premier courrier électronique.
- 1973 : le Network Control Program remplacé par le TCP, puis le TCP/IP.

## Prix et distinctions
- En 2000, il reçoit le prix George R. Stibitz Award Computer Pioneer, décerné par  l'American Computer Museum (en), avec le département des sciences informatiques de l'université du Montana.
- En 2001, il reçoit un Webby Award, prix d'excellence de l'Internet, présenté par l'Académie internationale des arts numériques et des sciences (en), pour l'ensemble de ses réalisations. Toujours en 2001 , il est intronisé au temple de la renommée des anciens de l'Institut polytechnique Rensselaer.
- En 2002, Discover lui décerne son prix de l'innovation.
- En 2004, il reçoit le IEEE Internet Award, de l'Institute of Electrical and Electronics Engineers, en même temps que David H Crocker, pour le courrier électronique en réseau.
- En 2009, il reçoit le prix Prince des Asturies en sciences et technologies, en même temps que Martin Cooper, inventeur du premier téléphone portable.
- En 2011, il est classé 4e dans la MIT150 (en), liste des cent cinquante plus grands innovateurs du Massachusetts Institute of Technology, publiée par le Boston Globe, en l'honneur du 150e anniversaire du MIT.
- En 2012, il est intronisé au temple de la renommée d'Internet, (Internet Hall of Fame), dans la catégorie des innovateurs, par l'Internet Society[5].